# بازنده (مجموعه نمایش خانگی)
بازنده یک مجموعهٔ نمایش خانگی ایرانی در ژانر درام جنایی به کارگردانی و نویسندگی امین حسین‌پور و به تهیه‌کنندگی احسان ظلی‌پور است. این مجموعه اقتباسی از رمان زوج همسایه اثری از شاری لاپنا است. پخش این مجموعه از ۳۰ شهریور ۱۴۰۳ از پلتفرم فیلیمو آغاز و در ۹ آذر ۱۴۰۳ به پایان رسید. علیرضا کمالی، صابر ابر، سارا بهرامی، صدف اسپهبدی، رویا جاویدنیا و پیمان قاسم‌خانی از بازیگران این مجموعه هستند‌.

## خلاصه داستان
یک ماه از پرونده دختر گم شده‌ای که به قتل رسیده می‌گذرد، کارآگاه حامد کیانی بعد از شکست در پرونده‌اش، دیگر خود را درگیر پرونده جدید نکرده. حالا با تماس دستیارش درگیر پرونده‌ای پیچیده و عجیب می‌شود، پرونده‌ای که پرده از رازهای بزرگی بر خواهد داشت.

## بازیگران و شخصیت‌ها
| بازیگر           | نقش                    |
| ---------------- | ---------------------- |
| علیرضا کمالی     | حامد کیانی             |
| صابر ابر         | کاوه بدرلو             |
| سارا بهرامی      | ارغوان امینی           |
| صدف اسپهبدی      | آوا حجازی              |
| رویا جاویدنیا    | ونوس افتخاری           |
| پیمان قاسم‌خانی   | منصور رفیعی            |
| مهدی صباغی       | فرهاد دیبا             |
| محمدعلی محمدی    | پارسا امیری            |
| کبری گودرزی      | مهین                   |
| امیر غفارمنش     | بهروز صابری            |
| علی مردانه       | حمید حجازی             |
| مهدی رکنی        | احسان                  |
| سپیده مولوی      | آفرین                  |
| الهه اذاکاری     | مریم                   |
| ترنم کرمانیان    | ارغوان امینی (نوجوانی) |
| ستاره قهرمانی    | فریبا دیبا             |
| امیرحسین رضازاده | جرم شناس               |
| حاتم مشمولی      | دکتر                   |
| امیر حاجی محمدی  | بهنام                  |
| میرفرخ هاشمیان   | سهراب                  |

## موسیقی
| شماره | نام                      | خواننده     | مدت  |
| ----- | ------------------------ | ----------- | ---- |
| ۱.    | «بازنده» (تیتراژ پایانی) | روزبه بمانی | ۳:۴۶ |

## انتشار
| شماره فصل | روز و ساعت پخش | اولین پخش فصل  | پایان فصل  | قسمت‌ها | تعداد قسمت‌های فصل | سال انتشار | کانال  |
| --------- | -------------- | -------------- | ---------- | ------ | ----------------- | ---------- | ------ |
| ۱         | جمعه ۰۸:۰۰     | ۳۰ شهریور ۱۴۰۳ | ۹ آذر ۱۴۰۳ | ۱۱     | ۱۱–۱              | ۱۴۰۳       | فیلیمو |